# シャルル・ニュイッテル
シャルル＝ルイ＝エティエンヌ・ニュイッテル（Charles-Louis-Étienne Nuitter, 1828年4月24日 - 1899年2月23日）は、フランスの台本作家、翻訳家である。ニュイッテルは、バレエ『コッペリア』やオペラ、オペレッタ等の台本を創作したことや、ワーグナーなどのオペラ台本をフランス語に翻訳したことで名を残している。

## プロフィール
ニュイッテルはパリで生まれ、1849年から法律を学んだ。彼は頻繁に劇場に通い、1850年代には台本の執筆を始めている。執筆のメインはヴォードヴィルの台本だったが、後にはオペラ、オペレッタ、バレエも手がけた。
ニュイッテルは、500本前後の劇場作品を執筆もしくは共同執筆したと考えられている。その作品の中には、ジャック・オッフェンバック作曲のオペレッタや、レオ・ドリーブ作曲のバレエ『コッペリア』などの他、エルネスト・ギロー、エドゥアール・ラロ、アレクサンドル・シャルル・ルコックなどのものがあり、100本ほどが上演されている。
ニュイッテルは、リヒャルト・ワーグナーやジュゼッペ・ヴェルディのオペラ台本をフランス語へと訳す作業に助力した。ワーグナーとヴェルディは、ニュイッテルが翻訳した台本の質の高さに敬意を表したという。
台本作家の他、パリ・オペラ座のアーキビストとしても活躍したニュイッテルは、1899年に脳梗塞を起こして数日間苦しんだ後に死去した。

## 主な作品(共作を含む）

### オペラ・オペレッタ
- Bavard et Bavarde （1862年、オッフェンバック作曲）
- 『ファゴット氏（英語版）』Il signor Fagotto （1863年、オッフェンバック作曲）
- 『おしゃべり屋たち（英語版）』Les bavards （1863年、オッフェンバック作曲）
- 『ラインの妖精（英語版）』Les fées du Rhin (1864年、オッフェンバック作曲）
- 『ヴェル＝ヴェル（英語版）』Vert-Vert（1865年、オッフェンバック作曲）
- 『雪だるま（フランス語版）』Boule de neige （1871年、オッフェンバック作曲）
- 『ウィティントン』（英語版）Whittington （1874年、オッフェンバック作曲）
- 『ペロニラ先生（英語版）』Maître Péronilla（1878年、オッフェンバック作曲）

### バレエ
- 泉（1866年）
- コッペリア（1870年）

### 翻訳
- タンホイザー（1861年）
- ローエングリン（1870年）
- さまよえるオランダ人（1872年）
- アイーダ
- シモン・ボッカネグラ